# Televizní zkušební obrazec
Televizní zkušební obrazec (též monoskop) je obraz složený z geometrických tvarů různých barev, který slouží k nastavení televizní kamery, TV monitoru a televizního přijímače. Pomocí obrazce se kontroluje rozlišovací schopnost vodorovného i svislého rozkladu obrazu, jas, kontrast, geometrické zkreslení, barevné nastavení, přesnost synchronizace atd. Přes zdánlivou jednoduchost představují obrazce zcela komplexní nástroj pro velmi přesné naladění všech částí řetězce televizního vysílání.
V počátcích televizního vysílání totiž bývalo zvykem, že televizory osazené elektronkami (bez pomocné elektroniky, která zajišťuje vyrovnávání geometrie obrazu) bylo nutno po zapnutí seřídit a toto seřízení několikrát zopakovat v průběhu sledování programu. Proto vznikly zkušební obrazce, které bývaly generovány speciální elektronkou zvanou monoskop. V běžné češtině se pak tento původní název elektronky stal synonymem i pro samotný obrazec bez ohledu na to, zda byl obrazec pouze snímán kamerou z papírové předlohy nebo byl generovaný elektronicky.
V dnešním vysílání se se zkušebním obrazcem setkáme jen výjimečně: nové televizní přijímače s plochými obrazovkami, integrovanými obvody a mikroprocesory nepotřebují složité nastavování. Opravny televizorů mají dnes svůj vlastní elektronický generátor obrazce a většina televizních stanic vysílá nepřetržitě 24 hodin.

Zkušební obrazec pro ČB televizi (příklad)
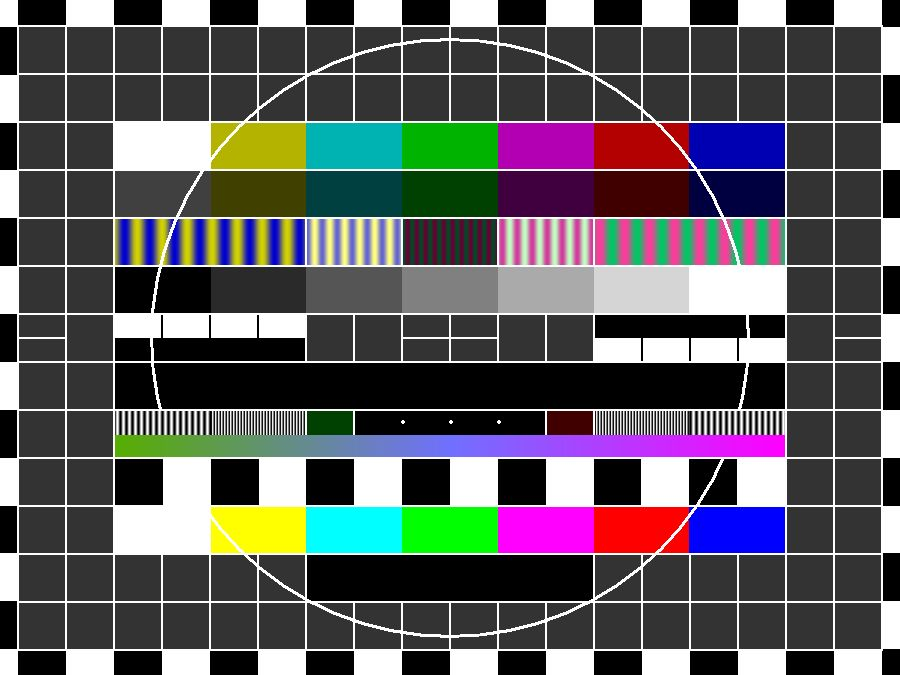
Zkušební obrazec pro normu SECAM (příklad)
Zkušební obrazec pro normu PAL (příklad)

## Zkušební obrazec pro černobílý obraz
Černobílý obrazec obsahuje škálu od bílé k černé (tedy např. 0 % černé, 25 % černé, 50 % černé, 75 % černé a 100 % černé). Dále jsou zde geometrické obrazce (kružnice, čtvercová síť), sbíhající se úsečky pro kontrolu vertikálního a horizontálního rozlišení. Zvukový doprovod pro obrazec obsahoval tón o kmitočtu 1 kHz nebo běžné rozhlasové vysílání.

## Zkušební obrazec pro barevný obraz
Moderní barevný obrazec kromě geometrických obrazců a stupňů šedé obsahuje navíc všechny základní barevné složky RGB (Red - červená, Green - Zelená a Blue - modrá) a doplňkové barvy CMY (Cyan - azurová, Magenta - purpurová, Yellow - žlutá), dále barevné přechody a takzvanou „pleťovou“ barvu pro správné nastavení barevné sytosti. Síť v obrazci sloužila k nastavení konvergence paprsků a byla jedním z nejpoužívanějších elementů kontrolního obrazce. Modré a červené klíny sloužily k vyrovnání pracovních bodů diskriminátorů a doladění úrovně černé.

## Zkušební obrazec v tuzemském TV vysílání
Tehdejší Československá televize začala své pravidelné veřejné vysílání v roce 1953. Z této doby je první „monoskop“ s nápisem „ČS. TELEVISE“, který byl později mírně změněn a nápis nahrazen nápisem „ČESKOSLOVENSKO“. Zvukovým doprovodem pro obrazec byla stanice Hvězda Československého rozhlasu. Tehdejší televizory (50. léta) vyžadovaly zapnutí asi 20 minut před začátkem vysílání, aby se mohlo provést doladění obrazu podle návodu.
Barevné vysílání zahájila ČST v roce 1970, původně pořizované technologie na „německou“ normu PAL však musela z politických důvodů rychle nahradit technologiemi podle „francouzské“ normy SECAM s postupným přenosem barev, kterou preferoval Sovětský svaz, a to samozřejmě znamenalo i zavedení nového zkušebního obrazce. Brzy se však prokázalo, že norma SECAM není vhodná pro studiové zpracování a tak i když z politicko-ekonomických důvodů musela norma SECAM zůstat pro distribuci pozemního vysílání, mohla ČST od 80. let veškerou studijní techniku postupně přestavět na normu PAL, takže se změnil i zkušební obrazec. Do pozemního vysílání se norma PAL dostala počátkem 90. let.
V současnosti (2020) již téměř všechny české televizní stanice vysílají nepřetržitě 24 hodin. Jednou z výjimek byla TV Prima, která vysílala v nočních hodinách zjednodušený zkušební obrazec.